# 전역 (복무)
군사 용어에서 전역(轉役)은 복무하던 역종이 바뀌는 것을 말하며, 특히 현역에서 해제시키는 인사조치를 주로 이른다.

## 대한민국
대한민국의 병역 제도에서는 전역이라고 칭하며, 특히 예비역으로의 전환을 예편(豫編)이라고도 한다. 주로 현역에서 예비역이나 보충역, 혹은 전시근로역으로 전환 시에 쓰이며, 보충역 필 이후 예비역이나 전시근로역에 편입되는 것은 소집해제(召集解除)라 한다.
일상에서는 대개 현역 복무기간을 다 채우고 제대하여 예비역으로 전환되는 것을 일러 사용되는 경우가 대부분이다. 전역을 하여 예비역으로 바뀐 뒤에도 계급은 전역 당시의 계급이 그대로 유지되며, 칭할 때는 보통 계급명 앞에 '예비역'을 붙여 '예비역 병장', '예비역 중위'와 같은 식으로 부르는 경우가 많다.
현역 신분으로서 1년 6개월 이상 6년 미만의 징역 또는 금고의 실형을 선고받은 자는 전시근로역에 편입되게 되어 강제 전역되며, 징계처분으로 영창에 입창하게 될 경우 영창 입창 일수가 군 복무 기간에 포함되지 않으므로 기존 전역 예정일에서 영창에 입창해 있던 일수만큼 전역이 늦어진다.
또한 조기전역(早期轉役) 혹은 조기제대(早期除隊)는 군 복무를 하던 도중에 원래의 만기 전역 예정일보다 앞서서 전역하는 것을 말하며, 질병에 의한 의병전역(依病轉役)과 가족 부양·생계 유지 곤란 등과 같은 가사 사정에 의한 의가사전역(依家事轉役)으로 나뉜다.

## 미국
미국군의 경우, 아래와 같이 같다. 불행적전역과 불명예전역은 징계처분에 해당한다.
- 명예전역(Honorable Discharge)
- 일반전역(General Discharge)
- 비명예제대(Other Than Honorable Discharge)
- 불량품행전역(Bad Conduct Discharge)
- 불명예전역(Dishonorable Discharge)

## 같이 보기
- 퇴역군인
- 섹션 8 (군사)